# Blades of Time
Blades of Time (ブレイズ オブ タイム Bureizu obu Taimu) là trò chơi điện tử thuộc thể loại chặt chém hành động phiêu lưu do hãng Gaijin Entertainment phát triển và Konami phát hành trên các hệ máy PlayStation 3 và Xbox 360. Game là người thừa kế tinh thần cho sản phẩm trong quá khứ của Gaijin Entertainment là X-Blades. Blades of Time được phát hành tại Bắc Mỹ vào ngày 6 tháng 3 và Nhật Bản ngày 8 tháng 3 năm 2012. Phiên bản dành cho Windows và Mac OS X được công bố muộn hơn, Windows chính thức phát hành vào ngày 21 tháng 4 năm 2012 còn Mac OS X thì được phát hành một vài ngày sau.

## Cốt truyện
Bối cảnh của Blades of Time xoay quanh một nữ thợ săn kho báu tên là Ayumi (アユミ Ayumi) đang bị mắc kẹt trên một hòn đảo bí ẩn và nguy hiểm. Đây không chỉ là nơi chôn giấu hàng đống của cải châu báu, mà còn là vùng đất bị phép thuật bao phủ để che giấu những bí mật từ ngàn năm trước. Sử dụng tất cả vũ khí, công cụ và các khả năng đặc biệt, người chơi phải giúp cô gái trẻ này đánh bại cả một đội quân tay sai của tên chúa đảo độc ác.

## Cách chơi
Thiết kế môi trường trong game rất lớn và khá ấn tượng với rất nhiều khu vực cảnh quan như núi tuyết, rừng nhiệt đới, thành phố cổ bỏ hoang, đền đài lăng tẩm, biển đảo, bầu trời... Hệ thống chiến đấu được thiết kế có chiều sâu với hơn 40 kỹ năng được mở khóa lần lượt theo quá trình chơi, bao gồm cả kỹ năng cận chiến, chiến thuật, combo và phép thuật có sức mạnh đặc biệt.
Đặc biệt, game có hệ thống quay ngược thời gian Time Rewind, cho phép Ayumi quay trở về thời điểm trước đó, đồng thời tạo ra một bản sao của mình để giúp giải quyết các câu đố, hạ gục kẻ thủ và nhiều công dụng khác. Bản sao mới sẽ thực hiện lại tất cả các động tác mà người chơi thực hiện trước đó, trong khi nhân vật chính có cơ hội làm lại và tiến hành những thao tác mới. Game có chế độ chơi đơn, màn chơi cộng tác và cả chế độ chơi nhiều người. Tuy nhiên, hệ thống Time Rewind chỉ có tác dụng trong phần chơi đơn.